# Марк Порций Латрон
Марк Порций Латрон (на латински: Marcus Porcius Latro: * 58 пр.н.е., Кордоба; † 4 пр.н.е.) e реторик на Римската република от 1 век пр.н.е. по времето на управлението на император Август. Той основава училище по реторика и е приятел на Сенека Стари. Сред неговите ученици са поетите Овидий и Аброний Силон.
Латрон произлиза от Кордуба (днес Кордоба) в Римска Испания. Умира през 4 пр.н.е. според Chronicon на Евсевий.